# Erich Salomon

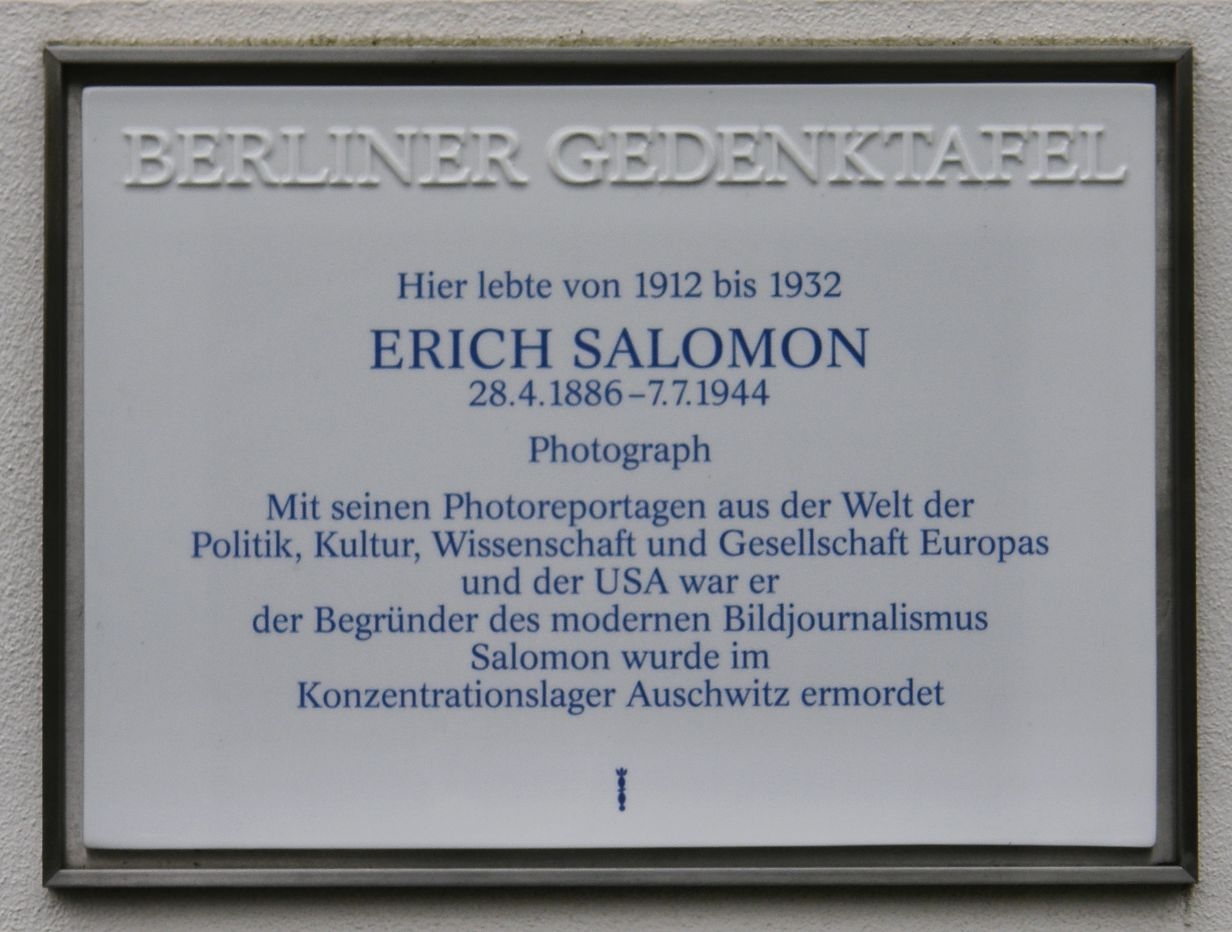
Gedenksteen voor Erich Salomon
Hölderlinstraße 11, Berlijn
Onthuld op 15 mei 2001

Erich Franz Emil Salomon (Berlijn, 28 april 1886 – Auschwitz, 7 juli 1944) was een Duitse nieuwsfotograaf, vanaf 1933 werkend vanuit Nederland. Salomon werd een vooraanstaand fotograaf omdat hij zowel technisch vernieuwend was (hij fabriceerde de eerste candid camera en fotografeerde eenhandig) als een echte nieuwsjager, die zich met zijn houding en talenkennis tot in de hoogste kringen naar binnen blufte.

## Leven en werk
Erich Salomon werd geboren in Berlijn en volgde daar een rechtenstudie. Na de Eerste Wereldoorlog ontwierp hij reclameborden en in 1927 begon hij te fotograferen voor de Berliner Illustrierte Zeitung. Door zijn flair en zijn talent om talen te leren maakte hij snel internationaal carrière. Hij was succesvol door de informele wijze waarop hij de politiek in beeld bracht. Ook fotografeerde hij rechtszaken en omzeilde het fotografeerverbod door een camera te verstoppen in zijn bolhoed, waarin hij een gaatje had gemaakt voor de lens. Toen in 1928 in Parijs het Briand-Kelloggpact werd getekend, wandelde Salomon de vergaderruimte binnen, ging zitten op de stoel van de Poolse onderhandelaar en maakte zijn foto's. Hij geldt als een van de enige twee personen die ooit een zitting van het Hooggerechtshof van de Verenigde Staten hebben gefotografeerd.
Nadat Hitler aan de macht kwam emigreerde hij in 1933 van Nazi-Duitsland naar Nederland. In de Tweede Wereldoorlog werd hij in 1943 opgepakt en na vijf maanden in Kamp Westerbork op 18 januari naar het concentratiekamp Theresienstadt getransporteerd. Op 15 mei 1944 werd hij overgeplaatst naar Auschwitz. Daar werd hij om het leven gebracht op 7 juli 1944.

## Werken (selectie)

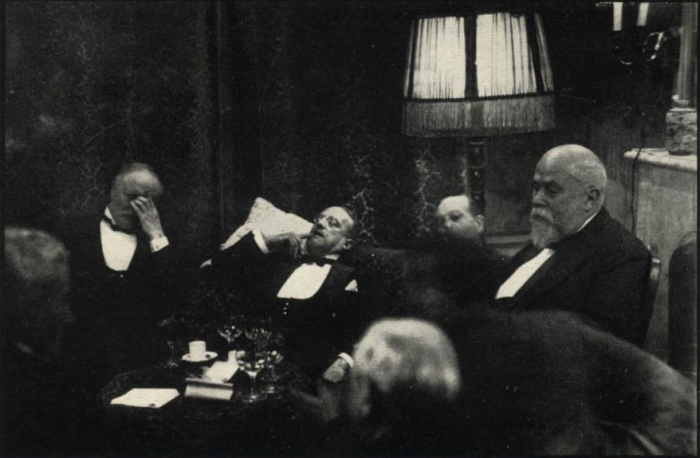
Nachtelijke sessie verdrag herstelbetalingen (1930)
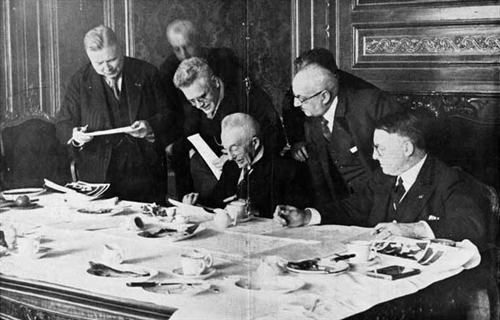
Kabinet Colijn III (destijds vergeleken met De Staalmeesters (1936)
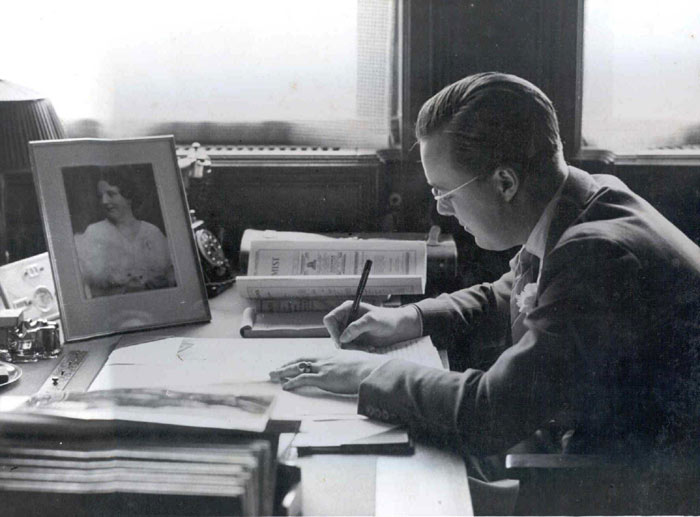
Prins Bernhard tijdens stage Nederlandsche Handel-Maatschappij (1936)
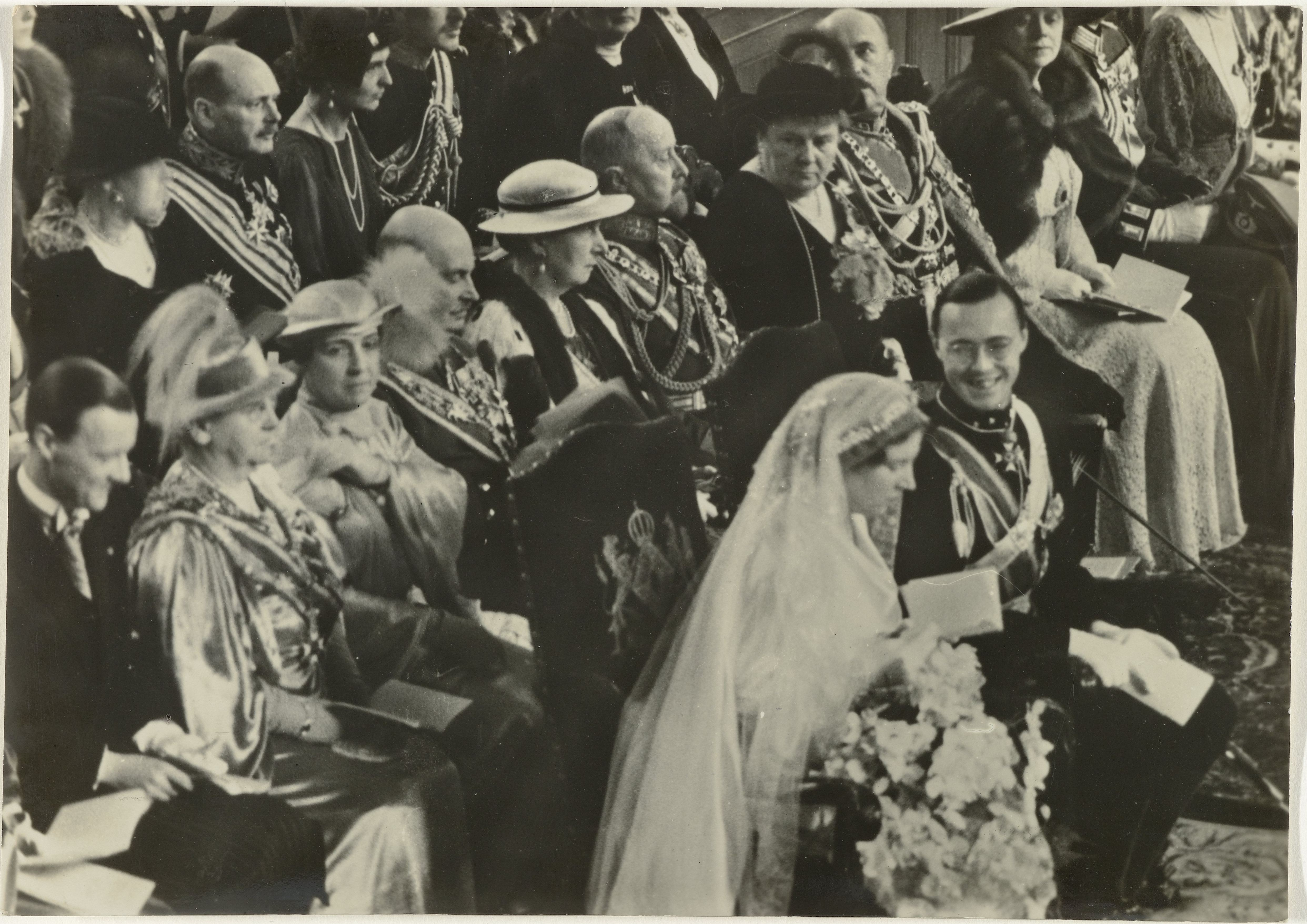
Inzegening van het huwelijk van prinses Juliana en prins Bernhard (1937)
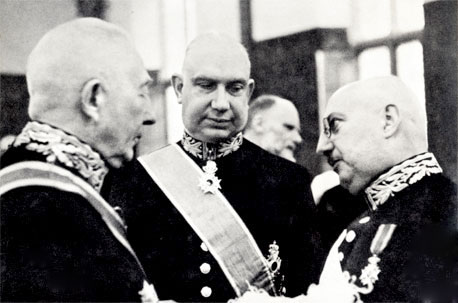
Ministers Colijn, Van Schaik en Van Lidth de Jeude (1937)

## Tentoonstellingen (selectie)
- 1935 The Royal Photographic Society, Londen
- 1937 Stedelijk Museum, groepstentoonstelling foto '37
- 1956 Photokina (groepstentoonstelling), Keulen
- 1970 Haags Gemeentemuseum
- 1981 Stedelijk Museum, Dr. Erich Salomon. 'le roi des indiscrets'. foto's 1928-1940
- 1996 Haags Historisch Museum, Erich Salomon in Holland. Foto's 1933-1940